# Viktorija Žemaitytė
Viktorija Žemaitytė (Kaunas, 11 marzo 1985) è una multiplista lituana.
Ha rappresentato la propria nazionale ai Giochi olimpici di Pechino nel 2008. Ha, inoltre, vinto due medaglie nell'eptathlon in due edizioni delle Universiadi nel 2007 e 2011.

## Palmarès
| Anno | Manifestazione    | Sede     | Evento     | Risultato | Prestazione | Note                          |
| ---- | ----------------- | -------- | ---------- | --------- | ----------- | ----------------------------- |
| 2001 | Mondiali allievi  | Debrecen | Eptathlon  | 10ª       | 4.950 p.    |                               |
| 2003 | Europei juniores  | Tampere  | Eptathlon  | 5ª        | 5.539 p.    |                               |
| 2004 | Mondiali juniores | Grosseto | Eptathlon  | Argento   | 5.810 p.    | Miglior prestazione personale |
| 2005 | Europei under 23  | Erfurt   | Eptathlon  | 4ª        | 5.913 p.    |                               |
| 2005 | Universiadi       | Smirne   | Eptathlon  | 6ª        | 5.745 p.    |                               |
| 2006 | Europei           | Göteborg | Eptathlon  | 23ª       | 5.694 p.    |                               |
| 2007 | Universiadi       | Bangkok  | Eptathlon  | Oro       | 5.971 p.    |                               |
| 2007 | Europei under 23  | Debrecen | Eptathlon  | Oro       | 6.219 p.    | Miglior prestazione personale |
| 2008 | Giochi olimpici   | Pechino  | Eptathlon  | NF        | NF          |                               |
| 2009 | Europei indoor    | Torino   | Pentathlon | 6ª        | 4.516 p.    | Miglior prestazione personale |
| 2011 | Universiadi       | Shenzen  | Eptathlon  | Argento   | 5.958 p.    |                               |